# 昌黎镇
昌黎镇，是中华人民共和国河北省秦皇岛市昌黎县下辖的一个乡镇级行政单位。

## 行政区划
昌黎镇下辖以下地区：
民权里社区、何家庄东里社区、学院里社区、安居里社区、东山里社区、朝阳里社区、汇文里社区、东新里社区、碣阳西里社区、兴昌里社区、碣阳里社区、光明里社区、西关里社区、鼓楼社区、新甸里社区、永盛里社区、永昌里社区、西新里社区、化工里社区、南新里社区、南苑里社区、幸福里社区、昌金里社区、何家庄村、汀泗涧村、八里庄村、五里营村、杏树园村、邢庄村、东岗子村、小刘庄村、小张庄村、大张庄村、宋庄村、西地村、吴庄村、沈庄村、后岗子村、马铁庄村、西钱庄村、东钱庄村、后钱庄村、西王庄村、姚家庄村、东高庄村、中卓庄村、刘李庄村、平安庄村、两河村、新庄子村、犁湾河一村、犁湾河二村、犁湾河三村、犁湾河四村、郝宋庄村、孔庄村、一村、二村、三村、四村和五村。

## 交通
京哈铁路：昌黎站